# Бендиків Яр
Бе́ндиків Яр — урочище на території Канівського району Черкаської області України. Урочище безпосередньо примикає до північної частини села Пищальники, знаходиться за 2,5 км на північ від села Потапці.
Урочище представлене великою балкою, довжиною 4,5 км, яка поросла чагарниками та поодинокими деревами. В південно-східній частині знаходиться ставок, який створений шляхом загачування греблею вже на території села Пищальники. По балці в роки, коли випадає багато опадів або після значних паводків, утворюється водотік, який називається річкою Піщанкою.
В яру, за переказами, збирались табори козаків.